# Eilema sericeola
Eilema sericeola är en fjärilsart som beskrevs av Niilo Kanerva 1935. Eilema sericeola ingår i släktet Eilema och familjen björnspinnare. Inga underarter finns listade i Catalogue of Life.